# 班迪
班迪（穆麟德轉寫：bandi，？—1700年），一作班第，博尔济吉特氏，清代官员，蒙古人。
班第在清朝初建的时候担任头等侍卫。跟随清军入关，顺治八年（1651年）八月，顺治帝将自己的姐姐乡君品级、清太宗第十二女下嫁班第。康熙十年（1671年），班第转任理藩院侍郎，康熙十七年（1678年）十月，皇女去世。康熙三十年（1691年），转任理藩院尚书，康熙三十九年（1700年）班第去世。